# Шатеньо, Ив
Ив Шатеньо (фр. Yves Chataigneau; 22 сентября 1891, Vouillé — 4 марта 1969, Париж) — французский  военачальник и дипломат, соратник Шарля де Голля, губернатор Французского Алжира (1944—1948), посол Франции в СССР (1948—1952).

## Биография

### Начало пути
Родился в 1891 году  в маленьком городке поблизости от Пуатье. В годы Первой мировой войны сражался на фронте, дослужился до лейтенанта.
В 1919 году получил диплом учителя истории и географии (возможно, закончив обучение, начатое ещё до начала войны), однако уже вскоре после этого избрал для себя дипломатическую карьеру. Уже в 1924 году Шатеньо возглавлял один из отделов французского МИДа и пробыл на этой должности вплоть до 1936 года. В 1937-38 года Шатеньо был секретарём премьер-министра Франции, в 1939 году возглавлял архив министерства иностранных дел, а в 1940 году был назначен послом Франции в Афганистане, где оставался вплоть до 1941 года.
В годы Второй мировой войны, а именно в 1943-1944 годах, Шатеньо был генеральным консулом Свободной Франции (сторонников Шарля де Голля) в Леванте (т.е. на Переднем Востоке).

### Губернатор Алжира
В сентябре 1944 года, имея к тому времени генеральский чин, был назначен губернатором Алжира. Деятельность Шатеньо на этой должности подверглась резкой критике, его обвиняли в жестоких расправах над сторонниками независимости страны. Из печати выходили работы с названиями типа «Ив Шатеньо, генерал — могильщик Алжира» (фр. Yves Chataigneau, fossoyeur général de l'Algérie), так что в конечном итоге даже Де Голль в своих мемуарах частично возложил на Шатеньо ответственность за жёсткое обращение с местными жителями, однако, некоторые сторонник Шатеньо продолжают оспаривать данную точку зрения.

### Посол Франции в СССР
Пробыв на посту губернатора до февраля 1948 года, Шатеньо был назначен послом Франции в СССР и оставался на этой должности вплоть до 1952 года. Шатеньо исполнял обязанности посла в достаточно трудных политических обстоятельствах: начиналась Холодная война, продолжались обсуждения многих аспектов послевоенного устройства Европы, необходимо было добиться возвращения на родину французских военнопленных (в основном, эльзасцев), которые были мобилизованы в вермахт и сражались против советской армии.
В связи со всеми этими событиями фамилия Шатеньо неоднократно упоминалась в советской печати того периода, в том числе в рубрике «ТАСС уполномочен заявить», которую перепечатывали все союзные и местные газеты. Например:

23 августа (1948 года) Председатель Совета Министров СССР И. В. Сталин принял посла Соединённых Штатов Америки г-на У. Смита, посла Франции господина И. Шатеньо и г-на Г. Робертса — личного представителя Министра Иностранных дел Великобритании г-на Бевина. На приёме присутствовал Министр Иностранных Дел СССР В.В. Молотов— Газета «Сталинская трибуна»
Переговоры с Шатеньо неоднократно проводил А. А. Громыко, который в то время являлся первым заместителем В. В. Молотова. Громыко, в частности, всячески затягивал переговоры о возвращении на родину французских военнопленных, аргументируя это тем, что советским гражданам в ходе войны оказавшимся во Франции якобы препятствуют вернутся в СССР, тогда как в действительности многие граждане СССР, оказавшиеся во Франции в ходе войны по самым разным причинам — как военнопленные, как коллаборационисты, как остарбайтеры, обоснованно опасались возвращаться (см. эмиграция второй волны).
Ещё одной из многих напряжённых тем, которую пришлось обсуждать Шатеньо была судьба свободной территории Триест, перспектива раздела которого между Италией и Югославией (который в итоге и произошёл) не устраивала советскую сторону.

### Дальнейшая жизнь
В 1952 году Шатеньо вернулся во Францию, после чего два года работал советником правительства по дипломатическим вопросам. Неизвестно, занимал ли он значительные должности после 1954 года, однако в 1967 году был избран действительным членом Академии моральных и политических наук — одной из пяти французских академий. В 1969 году он скончался в Париже.

### Семья
Шатеньо был женат, его супруга Мадлен Шатеньо, урождённая Буанье, пережила мужа и умерла в  1983 году в возрасте 87 лет.